# 邵力子
邵 力子（しょう りきし）は、中華民国・中華人民共和国の政治家。中国共産党発起人の一人で、中華人民共和国では、中国国民党革命委員会（民革）中央常務委員、全国人民代表大会常務委員、中国人民政治協商会議全国常務委員を務めた。力子は筆名。もとの名は景奎・聞泰。字は仲輝、号は鳳寿。別筆名は籀因。

## 事跡
清末の挙人。若い時に中国同盟会に参加。上海震旦大学卒業、柳亜子と南社を創設する。文学の革新を提唱する。
1920年8月、陳独秀らと上海に中国共産党を設立し、上海民国日報を主宰、編集長となる。1925年には黄埔軍官学校事務局長として、国民党再編成作業に参加した。1926年、中国共産党を離党した。
1927年以降、国民革命軍総司令部事務局長、中国公学校長、甘粛省政府主席、陝西省政府主席、国民党中央宣伝部長、駐ソ連大使、国民参政会事務局長を歴任する。国共合作を主張した。1949年国民党の代表として北平で和平交渉を行うが、国民党政府が和平条件を拒否した後、国民党政府を離れる。同年、招待に応じ中国人民政治協商会議の第1回全体会議に出席、第1回の全国政協常務委員に選出される。
中華人民共和国建国後、政務院政務委員、第1回から第3回の全国人民代表大会常務委員、第2回から第4回全国政協常務委員を歴任。1949年11月以後、第2回から第4回の中央常務委員に連続で選出される。文化大革命期に邵力子は批判され、後に特別保護を受ける。1967年12月25日、北京で病没。
邵力子により中国最初の産児制限が提案された。1920年代に早くも避妊して人口を削減する必要があると主催した民国日報で述べている。1953年、政務院に人口管理を主張、後に馬寅初と計画出産を提唱した。